# Rossijskije železnyje dorogi
Rossijskije železnyje dorogi (RŽD, rusky Российские железные дороги, РЖД) je státem vlastněná železniční společnost Ruska, s cca 1,2 mil. zaměstnanců a délkou tratí cca 85 500 km. Od 20. srpna 2015 je prezidentem společnosti Oleg Bělozjorov, který nahradil Vladimira Jakunina.
Rozchod kolejí RŽD, zemí Společenství nezávislých států (SNS) a Finska byl původně 1 524 mm, později došlo (kromě Finska) k mírné změně na 1 520 mm.

## Rozvoj železničních drah
RŽD se ve srovnání s posledními desetiletími existence Sovětského svazu (SSSR) v současnosti[kdy?] těší značným investicím jak do tratí, tak i do vozového parku, čehož důkazem je výstavba vysokorychlostní tratě Moskva–Petrohrad (později až do Helsinek) s provozem finských vlakových souprav Sm3-S220 a ruských Velaro RUS, což jsou modifikované německé soupravy ICE 3 koncernu Siemens. Provoz na této trati byl zahájen v roce 2009.
Vysokorychlostní trať by měla být postavena také mezi Moskvou a jihoruským Soči na břehu Černého moře, později se počítá s výstavbou dalších podobných tratí v různých částech Ruska. Rychlost 160 km/h bude umožněna na trasách Moskva–Nižnij Novgorod, Jekatěrinburg–Čeljabinsk a Novosibirsk–Omsk.
Na ruskou železniční síť by měl být nově napojen i Norilsk, centrum těžby barevných kovů ležící na severu Krasnojarského kraje.
Rozsáhlý modernizační program, který společnost vyhlásila, přijde na 300 miliard eur a do roku 2030 by měl být kompletně realizován. Železniční síť se rozroste až o 22 000 km.
Obnovy se dočkal i projekt pevného spojení poloostrova Čukotky s americkou Aljaškou přes Beringův průliv, které bylo v prvních fázích plánováno formou mostu, ale v současnosti[kdy?] se zvažuje místo něj tunelová varianta.